# The Everard Ranges
The Everard Ranges är en bergskedja i Australien. Den ligger i delstaten South Australia, omkring 1 000 kilometer nordväst om delstatshuvudstaden Adelaide.
Omgivningarna runt The Everard Ranges är i huvudsak ett öppet busklandskap. Trakten runt The Everard Ranges är nära nog obefolkad, med mindre än två invånare per kvadratkilometer. Genomsnittlig årsnederbörd är 217 millimeter. Den regnigaste månaden är april, med i genomsnitt 44 mm nederbörd, och den torraste är augusti, med 1 mm nederbörd.